# Crossyne
Crossyne is een geslacht van bolgewassen uit de narcisfamilie (Amaryllidaceae). De soorten komen voor in de Kaapprovincie in Zuid-Afrika.

## Soorten
- Crossyne flava (W.F.Barker ex Snijman) D.Müll.-Doblies & U.Müll.-Doblies
- Crossyne guttata (L.) D.Müll.-Doblies & U.Müll.-Doblies

... · 
Acis · 
Amaryllis · 
Boophone · 
Clivia · 
Crinum (Haaklelie) · 
Galanthus (Sneeuwklokje) · 
Hippeastrum · 
Hymenocallis · 
Leucojum (Narcisklokje) · 
Narcissus (Narcis) · 
Pancratium · 
Scadoxus · 
Sprekelia · 
Sternbergia · 
...